# Robert D. Webb
Robert D. Webb (* 8. Januar 1903 in Kentucky; † 18. April 1990 in Orange County, Kalifornien) war ein US-amerikanischer Regieassistent und Filmregisseur, der bei der Oscarverleihung 1938 den Oscar für die beste Regieassistenz erhielt.

## Biografie
Webb begann zunächst als Regieassistent 1931 bei dem Film Corsair und war als solcher im Laufe seiner Karriere bis 1966 an der Erstellung von rund 30 Filmen beteiligt. Bei der Oscarverleihung 1938 erhielt er für seine Arbeit in Chicago (1938) den Oscar für die beste Regieassistenz.
Weitere bekannte Filme, die unter seiner Mitarbeit als Regieassistent entstanden, waren Signale nach London (1936), Jesse James, Mann ohne Gesetz (1939), König der Toreros (1941), Der Hauptmann von Kastilien (1947), Der Held von Mindanao (1950), Froschmänner (1951), David und Bathseba (1951), Rommel, der Wüstenfuchs (1951), Die Feuerspringer von Montana (1951), Der Kommodore (1963) und Michelangelo – Inferno und Ekstase (1965). Dabei arbeitete er mit den Regisseuren Henry King, Rouben Mamoulian, Fritz Lang, Lloyd Bacon, Henry Hathaway, Joseph M. Newman, Delbert Mann sowie Carol Reed zusammen.
Nach dem Zweiten Weltkrieg war er auch selbst als Regisseur tätig und drehte nach The Caribbean Mystery (1945) noch fast zwanzig weitere Filme und Folgen von Fernsehserien wie Cowboys, Temple Houston und Daniel Boone. Seine bekanntesten Arbeiten als Regisseur waren Das Höllenriff (1953), Die weiße Feder (1955), Pulverdampf und heiße Lieder (1956), Die Furchtlosen (1956), Piraten von Tortuga (1961) sowie The Cape Town Affair (1967).
Für Das Höllenriff war er 1954 bei den Internationalen Filmfestspielen von Cannes für den Großen Festivalpreis nominiert.

## Filmografie (Auswahl)

### Als Regisseur
- 1952: Schwarze Trommeln (Lydia Bailey) (Regisseur der Second Unit)
- 1953: Das Höllenriff (Beneath the 12-Mile Reef)
- 1955: Die weiße Feder (White Feather)
- 1955: Die sieben goldenen Städte (Seven Cities of Gold)
- 1956: Testpiloten (On the Threshold of Space)
- 1956: Die Furchtlosen (The Proud Ones)
- 1956: Pulverdampf und heiße Lieder (Love Me Tender)
- 1957: Die Spur zum Gold (The Way to the Gold)
- 1960: Er kam, sah und siegte (Guns of the Timberland)
- 1961: Piraten von Tortuga (Pirates of Tortuga)
- 1961: Flucht aus der Hölle (Seven Women from Hell)

### Als Produzent
- 1952: Lockruf der Wildnis (Lure of the Wilderness) (auch Regie der Second Unit)
- 1955: Die sieben goldenen Städte (Seven Cities of Gold)
- 1967: The Cape Town Affair
- 1967: The Jackals